# Timon princeps
Timon princeps är en ödleart som beskrevs av  Blanford 1874. Timon princeps ingår i släktet Timon och familjen lacertider.
Denna ödla förekommer från sydöstra Turkiet över Syrien och Irak till västra Iran. Den lever i kulliga regioner och i bergstrakter mellan 800 och 2000 meter över havet. Habitatet varierar mellan skogar, buskskogar, gräsmarker och klippiga landskap med glest fördelad växtlighet. Honor lägger fem till tio ägg per tillfälle. Timon princeps undviker kulturlandskap.
För beståndet är inga hot kända. Hela populationen anses vara stor. IUCN listar arten som livskraftig (LC).

## Underarter
Arten delas in i följande underarter:
- T. p. kurdistanica
- T. p. princeps